# Kensuke Nebiki
Kensuke Nebiki (根引 謙介 Nebiki Kensuke?), född 7 september 1977 i Osaka prefektur, är en japansk före detta fotbollsspelare.
Nebiki började sin karriär 1996 i Kashiwa Reysol. 1996–1997 blev han utlånad till Independiente. 2004–2005 blev han utlånad till Vegalta Sendai. Med Kashiwa Reysol vann han japanska ligacupen 1999. Han avslutade karriären 2006.